# 루카 부치
루카 부치(이탈리아어: Luca Bucci ˈluːka ˈbuttʃi[*], 1969년 3월 13일, 에밀리아-로마냐 주 볼로냐 ~)는 이탈리아의 전직 프로 축구 선수로, 현역 시절 골키퍼로 활약했다. 부치는 현역 시절에 여러 이탈리아 구단에서 활약했다. 그는 파르마에서 전성기를 보내던 당시 흔치 않은 등번호를 단 것으로 알려졌고, 국내 및 유럽 대회에서 입상했다. 국가대항전에서는 이탈리아 국가대표팀 일원으로 1994년 월드컵과 유로 1996에 참가했지만, 두 대회 모두 후보 선수로 대기만 했다.

## 클럽 경력
볼로냐 출신인 부치는 3부와 2부 리그 무대를 전전하며 초년을 보냈다.(이 중 레자나 소속으로 1992-93 시즌 세리에 B 우승을 경험했다. 그는 파르마 소속으로 1993년 8월 29일에 우디네세를 상대로 세리에 A 첫 경기를 치렀다. 그는 이후, 구단의 전성기를 함께하며 1993년에 UEFA 슈퍼컵을, 1995년에 UEFA컵을 들어올렸다. 그는 코파 이탈리아와 유러피언 컵위너스컵, 수페르코파 이탈리아나, 그리고 세리에 A에서도 준우승을 거두었다. 부치는 1995년에 파르마가 UEFA컵을 우승할 당시 파르마의 주전 수문장이었다. 그러나, 부치는 이후 18세의 "유소년부" 출신 골키퍼 잔루이지 부폰이 1996-97 시즌에 비상하면서 자리를 잃었다. 부치는 처음 7번의 경기에서 선발로 출전했다. 카를로 안첼로티와 다툰 부치는 부폰의 비상과 겹치면서, 더 많은 출전 기회를 잡기 위해 구단을 떠나야 했다.
페루자 소속으로 반 년을 보낸 부치는 1997년에 2부 리그의 토리노로이 적했고, 2000-01 시즌에 세리에 B를 우승하면서 승격을 이룩했고, 계약이 만료되기 전까지 6년 동안 "밤색 군단"(granata)에서 활약했다. 그는 이후 엠폴리에 입단했다. 그러나, 그는 단 한 경기에서 절반만 소화했는데, 당시 소속 구단은 강등을 확정된 상태였고, 부치는 시즌 끝에 구단을 떠났다.
소속 없이 6개월을 지낸 부치는 2005년 1월에 파르마로 복귀해 토리노를 떠난 잔루카 베르티를 대신하게 되었고, 처음에는 후보 골키퍼를 맡았다. 2005-06 시즌에 그는 세바스티앙 프레이가 떠나면서 크리스티아노 루파텔리와 마테오 과르달벤을 제치고 주전으로 도약했고, 2006-07 시즌에도 알폰소 데 루차와 파비오 비르질리를 제쳤으며, 2007-08 시즌에는 니콜라 파바리니와 라데크 페트르를 제쳤다. 파르마가 강등된 후, 그는 2008년 6월에 소속 구단에서 방출되었다.
소속 구단 없이 또 7개월을 보내던 그는 부상 대란이 발생한 나폴리에 합류했다. 그는 0-2로 패한 칼리아리와의 원정 경기에서 나폴리 첫 경기를 치렀는데, 2008-09 시즌에 "푸른 군단"(azzurri) 소속으로 출전한 5번째 골키퍼였다.(그 외에도 젠나로 이에초, 니콜라스 나바로, 마테오 자넬로, 그리고 루이지 세페가 나폴리 골문을 지켰다)

## 국가대표팀 경력
출전하지 못하던 부치는 아리고 사키 감독의 이탈리아 3번째 골키퍼로 미국에서 열린 1994년 월드컵 본선 명단에 잔루카 팔류카와 루카 마르케자니와 함께 이름을 올렸지만, 출전하지 못했다. 이탈리아는 결승전까지 올랐지만, 브라질에게 승부차기 끝에 패하며 준우승에 머물렀다. 그는 그 해 12월 21일에 첫 국가대표팀 경기를 치렀는데, 튀르키예와의 친선경기에서 3-1로 이겼다. 그는 유로 1996에서도 후보 골키퍼로 참가했다. 그는 이탈리아 국가대표팀 일원으로 1994년부터 1996년까지 총 3번의 국가대표팀 경기에 출전했다.

## 경기 방식
골키퍼 치고는 키가 작았던 부치는 믿음직하고 체격적으로 강인한 수문장으로, 꾸준함, 운동신경, 폭발력, 민첩함, 유연한 경기 방식으로 정평이 났다. 그는 차분한 성격의 소유자이나, 자신감 넘치고, 확고한 골키퍼로, 성질도 잘 내어, 본능적으로 과격한 경기를 펼치기도 했다. 현역 시절에 당대 이탈리아의 최고 골키퍼로 손꼽히기도 했지만, 오프사이드 함정을 무너뜨린 공격수가 문전으로 쇄도할 때 튀어나가 막아야 할 시점을 잘 맞추어 걷어내거나 막아냈고, 페널티킥도 잘 막아냈다. 또한, 부치는 공을 발로도 잘 제어했기 때문에, 지역 방어 체계에서 수비진을 높이 올려도 최후방 수비수 겸 수문장도 맡을 수 있었다. 공 배급 능력 덕에, 그는 최후방에서 즉시 공격의 시발점이 될 수도 있었다. 부치는 오랜 기간 현역 선수로 활동한 것으로도 회자된다.

## 은퇴 후 행보
2008-09 시즌을 끝으로, 부치는 현역에서 은퇴하여 파르마의 유소년부 골키퍼 코치를 맡았다. 2015년, 그는 볼로냐의 골키퍼 코치로 이직해 로베르토 도나도니 파르마 전 감독과 재회했다.

## 수상
레자나
- 세리에 B: 1992–93

파르마
- UEFA컵: 1994–95
- UEFA 슈퍼컵: 1993

토리노
- 세리에 B: 2000–01